# Pierre Busnel
Pour les articles homonymes, voir Busnel.
Pierre Busnel, né le 19 juillet 1880 à La Chapelle-Chaussée (Ille-et-Vilaine) et mort le 22 octobre 1963 à La Chapelle-Chaussée (Ille-et-Vilaine), est un homme politique français.

## Biographie
Meunier et boulanger, Pierre Busnel est maire adjoint de sa ville natale et conseiller général, élu dans le canton de Bécherel lorsqu'il se présente, en octobre 1945, sur la liste MRP menée par Pierre-Henri Teitgen pour l'élection de l'assemblée constituante. Placé en cinquième position, il est le premier non-élu.
Au moins de juin suivant, il est plus heureux lors de l'élection de la deuxième constituante, la progression du MRP lui permettant d'être élu député.
Sa présence au parlement est cependant de très courte durée, car lors des élections de novembre, le MRP perd un siège. La brièveté de son mandat fait que Pierre Busnel n'a pas eu l'occasion d'intervenir ou de déposer des textes dans le cadre de son mandat.
Il n'exerce par la suite plus de mandat national.

## Détail des fonctions et des mandats
Mandat parlementaire
- 2 juin 1946 - 27 novembre 1946 : Député d'Ille-et-Vilaine